# Nadrág község
Nadrág község (románul: Comuna Nădrag) község Temes megyében, Romániában. Központja Nadrág, hozzá tartozik Alsógörbed.

## Népessége
A 2011-es népszámlálás adatai alapján a község népessége 2836 fő volt.